# Philippe Méaille
Philippe Méaille (født 27. april 1973 i Paris), er en fransk forfatter, kurator og samtidskunstsamler. I 2016 grundlagde Château de Montsoreau-Museet for Samtidskunst.
I øjeblikket ejer han verdens største samling af Art & Language kunstværker.

## Karriere
Efter eksamen fra Lycée Vauban i Pontoise blev Méaille optaget til Paris Descartes University, hvor han studerede Apotek. Méaille begyndte sin kunstsamling, da han ankom til Paris som studerende.
I 1994 begyndte Méaille at bygge forbindelser med Art & Language kunstnere, herunder gallerist Eric Fabre. Méaille erhvervede et stort antal værker fra den schweiziske Rothschild Bank i 1996. Disse værker var købt fra den schweiziske gallerist Bruno Bischofberger i 1972.
| „ | Da jeg var 20 eller 21, købte jeg et værk af Art & Language fra 1965 kaldet spejlstykke og installerede det i min lejlighed i paris. Efter to eller tre dage følte jeg mig trist og dum, fordi jeg forstod grænsen, der blev pålagt, hvis disse værker blev holdt private. De ville være som en diskussion, der blev holdt hemmelig. Derfor følte jeg et ansvar for at gøre denne samling tilgængelig for den bredest mulige offentlighed | “ |
|   | — , The Private Museum of the Future, 2016 |   |

Méaille, har siden samlet verdens største samling af Art & Language værker.
I 2000 installerede Méaille sin samling i Château de la Bainerie, en tidligere sommerlejr af byen Argenteuil. Samlingen af Art & Language værker blev spredt over hele 5000 kvadratmeter området af slottet. I 2006 organiserede Méaille en offentlig udstilling med Nantes skole Beaux-arts. I 2011 annoncerede Méaille et langtidslån på 800 værker af Art & Language til MACBA. I 2014 blev Jill Silverman van Coenegrachts kurator for Méaille's samling.

## Mæcenat
I 2014 arrangerede MACBA en stor retrospektiv af gruppen Art & Language, der hedder Art & Language ukomplette: The Philippe Méaille Collection. Den retrospektive indeholdt værker, der blev udlånt af Méaille.
I 2015 underskrev Méaille en 25-årig lejemål for Château de Montsoreau, et slot beliggende i Loire-dalen. Samme år grundlagde Méaille Château de Montsoreau-Museet for Samtidskunst, hvor ca. 80 værker af hans samling permanent udstilles.
I 2017 besluttede Méaille ikke at forny sin lejekontrakt med MACBA, og i stedet besluttede han at repatriere hele sin samling til Château de Montsoreau-Museet for Samtidskunst. Méaille udtalte, at hovedårsagen til denne beslutning var den politiske ustabilitet i Catalonien.

## Bøger
- Silverman van Coenegrachts, Jill (2014). Made in Zurich – Selected Editions – 1965-1972 Art & Language Paris. ISBN 978-3-00-047269-5.
- Guerra, Carles (2014). Art & language uncompleted : the Philippe Méaille Collection. Barcelona: Museu d'Art Contemporani Barcelona. p. 264. ISBN 978-84-92505-52-4.
- Matthew Jesse, Jackson (2018). Art & language Reality (Dark) Fragments (Light) Philippe Méaille Collection. Montsoreau: Château de Montsoreau-Museum of contemporary Art. p. 176. ISBN 978-2-9557917-2-1.
- Chris, Dercon (2018). The Private Museum of the Future. Zurich: JRP Ringier. p. 214. ISBN 978-3037645208.